# Jan Edmund Nyheim
Jan Edmund Nyheim, född 6 oktober 1933 i dåvarande Fræna kommun i Møre og Romsdal fylke, är en norsk diplomat. Han var norsk ambassadör i Ottawa från 1987 till 1993, i Rom från 1993 till 1996, och i Madrid från 1996 till 2000.

### Fotnoter
1. ↑  BOE-ID: BOE-A-2000-16495.[källa från Wikidata]
2. ↑  ”Jan Edmund Nyheim” (på norska). Store norske leksikon. http://snl.no/Jan_Edmund_Nyheim. Läst 24 juli 2012.